# چسلتون
چسلتون (به انگلیسی: Chastleton) یک روستا و محله مدنی در بریتانیا است که در آکسفوردشر غربی واقع شده‌است. چسلتون ۱۵۳ نفر جمعیت دارد.